# 대한민국 상법 제2조
대한민국 상법 제2조는 공법인의 상행위에 대한 상법총칙의 조문이다. 상법 제1장 통칙 제1편 총칙에 포함되어 있다. 상인이 아닌 공법인이 상행위를 하는 경우에 상법이 적용되도록 하는 규정이다. 1962년 1월  20일 법률 제1000호로 제정되어 시행 1963년 1월 1일 시행되었다.

## 조문
제2조 (공법인의 상행위) 공법인의 상행위에 대하여는 법령에 다른 규정이 없는 경우에 한하여 본법을 적용한다.

第2條 (公法人의 商行爲) 公法人의 商行爲에 對하여는 法令에 다른 規定이 없는 境遇에 限하여 本法을 適用한다.

## 사례
공법인인 한국전력공사가 전기공급계약을 맺고 전력를 판매하는 경우